# Бурак, Борис Яковлевич
Борис Яковлевич Бурак (1900—1937) — начальник и директор Московского авиационного института (1933—1935).
Родился в 1900 г. в Петербурге. Образование среднее. Член РКП(б) с 1919 г.
В 1919—1929 гг. на политработе в РККА.
В марте 1921 г. делегат X съезда РКП(б), в то время — начальник агитпропа политотдела 21-й Пермской стрелковой дивизии.
В 1929—1933 гг. секретарь Рыбинского горкома ВКП(б).
С февраля 1933 по ноябрь 1935 г. — начальник (с января 1934 г. — директор) Московского авиационного института. Также преподавал на кафедре ленинизма в должности доцента.
За время его руководства:
- МАИЭИ введён в состав МАИ, и на его базе организован инженерно-экономический факультет.
- МАИ разрешён приём к защите диссертаций на соискание учёной степени кандидата и доктора технических наук по специальностям: расчёт и конструкции самолётов и авиадвигателей; прикладная аэродинамика; технология самолёто- и моторостроения; авиационное материаловедение.
- Сдан в эксплуатацию первый учебно-административный корпус (в настоящее время — корпус № 3), там выделена комната для библиотеки.
- В начале 1933/34 учебного года открыта физическая лаборатория.
- Начал работать аэроклуб с лётной, парашютной, планерной секциями и секцией оборонного изобретательства.
- Под руководством профессора В. И. Левкова организовано КБ по проектированию и строительству судов на воздушной подушке.
- Под руководством Д. П. Григоровича и П. Д. Грушина организовано КБ-1 по самолётостроению, вскоре переименованное в ОКБ-1.

Арестован 28 августа 1937 года, на тот момент — начальник отдела снабжения фабрики № 5 «Мосчулок». Комиссией НКВД и Прокуратуры СССР от 19 октября 1937 по обвинению в шпионаже в пользу Польши назначена высшая мера наказания. Приговор приведён в исполнение 21 октября 1937. Реабилитирован 5 сентября 1956.